# Nele Boudry
Nele Boudry (Poperinge, 1 maart 1961) is een Belgische schilder en beeldhouwer. Ze leeft en werkt in Caunes-Minervois in Frankrijk.
Boudry stamt uit een kunstenaarsfamilie. Haar vader, Paul Boudry, grootvader Jules Boudry, grootoom Alois Boudry en zijn kinderen Robert Boudry en Paul Boudry waren allen kunstschilders. Boudry studeerde onder meer aan de Academie voor Schone Kunsten te Antwerpen. Haar stijl kenmerkt zich als 'Hedendaagse Renaissance'.

## Opleiding
- Deeltijds Kunstonderwijs - Stedelijke Academie - Poperinge
- Humaniora, Academie voor Schone Kunsten - Brugge
- Master in Visuele Kunsten, Schilderkunst en Tekenkunst, Koninklijke Academie voor Schone Kunsten - Antwerpen
- Beeldhouwen, Stedelijke Academie Ieper
- Glastechnieken, Instituut voor Kunst en Ambacht - Mechelen
- Masterclass 'Hot Glass' (Glaskunst), door Koen Vanderstukken en Miloslava Svobodova - Mechelen
- 'Verre au chalumeau’ (Glaskunst), door Jean - Pierre Baquère
- Rakutechniek (Keramiek), door Kees Hooghendam
- Draaitechniek (Keramiek), door Pierre Declerck

## Stijl en techniek
Boudry is bekend om haar herinterpretatie van renaissance portretten. Ze zijn een reactie op hoe de hedendaagse moderne maatschappij eerder valt voor faam en beroemdheid dan talent en kwaliteit. Deze reeks ontstond nadat ze het Louvre bezocht en er getuige was van een stampede van bezoekers die met hun smartphones in de hand op weg waren om een selfie te nemen met de Mona Lisa. Dit alles terwijl andere talloze meesterwerken in het museum compleet werden genegeerd.

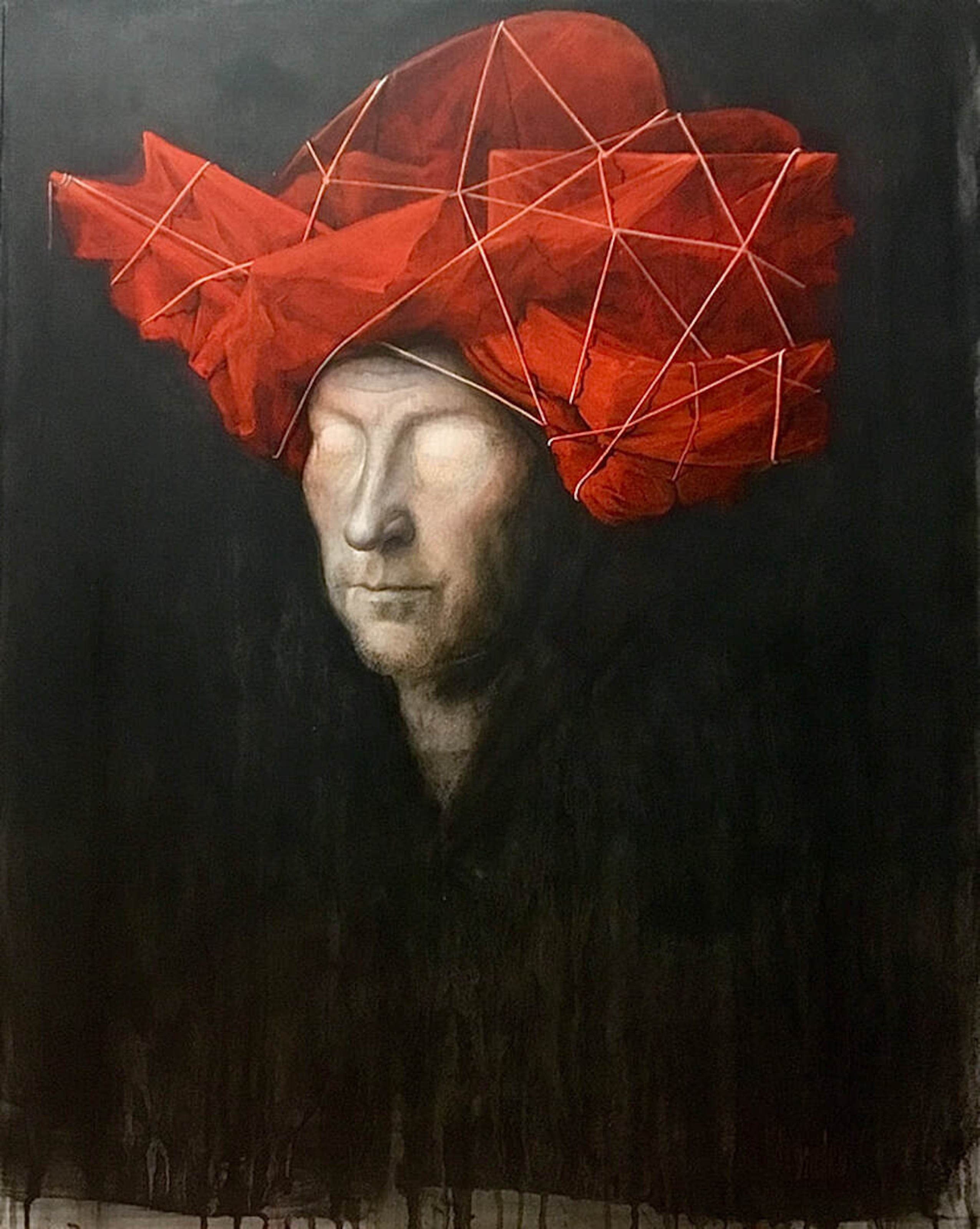
charcoal pastel oil on canvas CC Nele Boudry 2019

Nele Boudry gaat de strijd aan tegen deze onachtzaamheid. Niet zomaar door werken uit de Renaissance te kopiëren, maar door ze een nieuwe, diepere, hedendaagse waardigheid te verlenen. Hier buigt ze de personages wat krom, als om ze in een troostende slaap te wiegen, daar gaat de representatie van Adam en Eva uit het Lam Gods, zo ver en kil uit elkaar gedreven, haar inspireren tot een meer intieme versie, waarin beide liefkozend in elkaars lichaam geborgen gaan. In andere werken veegt ze ogen en mond weg, om de personages en de kijker aan te zetten tot een broodnodige introspectie, om diep in zichzelf op zoek te gaan naar een fundamentele rust, ver weg van de hectische beslommeringen van het moderne leven.

Frederic De Meyer (The Art Couch, december 2021)
In haar artistieke praktijk staat de kennis en voorkeur voor de materie centraal. Dit vertaalt zich in een obsessie voor de schilderkunst. Haar beeldtaal focust veelal op het menselijke lichaam en het portret als vorm maar ook als filosofisch – emotioneel concept. 
Haar virtuoos schilderen en tekenen valt meteen op en wordt door vaak speelse en spirituele betekenissen ingehaald. De kijker stapt van de ene verbazing en verrukking in de andere en weet bijwijlen niet of het de vervreemding is en de geladen inventiviteit van het etherische verhaal of de puur beeldende schittering van de plots levend geworden wezens die hem gevangen houdt in het unheimliche van een zowel plastische als geestelijke ban.  

Hugo Brutin (a.i.c.a.)

## Tentoonstellingen en publiek werk
Recent werk werd getoond in België, Spanje en Frankrijk
- 'Boudry, een familie kunstenaars', overzichtstentoonstelling over de familie Boudry met vooral werken van Aloïs Boudry, Jules Boudry, Paul Boudry en Nele Boudry, van 5 juli 2024 tot 1 september 2024, in de kapel van de Zusters Benedictinessen in Poperinge.
- 'A Fair Face', selectie van Nieuwe Oude Meesters en portretten, van december 2021 tot januari 2022, in Galerie Lloyd in Oostende
- 'Hommelbloed', megatekeningen van lokale hoppeboeren, van maart 2020 tot november 2021, in Het Hopmuseum in Poperinge[4][5]
- 'Momentum', selectie van beeldend werk, van maart 2021 tot augustus 2021, in Museumhuis Lucien De Gheus in Poperinge[6]
- ‘The Desire of Looking', selectie van Nieuwe Oude Meesters en portretten, van juli 2020 tot augustus 2020 in De Queeste Art in Abele[7]
- 'Gestes des Vignes', megatekeningen van lokale wijnboeren, van augustus 2019 tot september 2019 in Domaine L’Ostal Cazes in La Livinière.[8][9]
- 'Ginger', bronzen beeld van Eliane Cossey op de grote markt in Poperinge (2015)[10][11]
- 'Quinten', bronzen beeld als ode aan 25 jaar Dranouter Folkfestival op de markt in Dranouter

Werk in privécollecties
België  - Frankrijk - Groot-Brittannië - Duitsland - Spanje - Denemarken - Nieuw-Zeeland - Australië - Verenigde staten - Canada

## Erkenning
- Gouden pallet, award voor artistieke carrière, Poperinge (2003)
- The Royal Society of Portrait Painters, London (2021)
- Lid van Poperinge's High Society Club 'De Witte Ranke' (2013)[13]